# کارل گرین
کارل گرین (انگلیسی: Karl Green؛ زادهٔ ۳۱ ژوئیهٔ ۱۹۴۷) ترانه‌سرا اهل بریتانیا است.